# I. Jazdagird szászánida király
I. Jazdagird (363 – 421. január 21.) IV. Bahrám fia, a Szászánida Birodalom királya 399-421 között. Sokan I. Constantinushoz hasonlítják. Hasonlóan hozzá szintén erős egyéniség volt, úgy fizikai, mint diplomáciai értelemben. Római ellenlábasához hasonlóan hatalmát ő is opportunista módon használta. I. Constantinushoz hasonlóan ő is vallástürelmet gyakorolt és szabad vallásgyakorlást engedett a kisebb vallások híveinek is. 
Megszüntette a keresztényüldözést, megbüntetve a nemeseket és főpapokat, akik ezt művelték. Egyes városok, mint Nisibis, teljesen kereszténnyé váltak Marutas püspök hatására. Azonban a már öreg Marutast Susai Abdas követte a püspöki székben, aki konfliktusba keveredett a zoroasztriánusokkal, és felgyújtatta egyik templomukat. Ez lerombolta a keresztények hitelét Jazdagird előtt. Abdas megtiltotta a templom újjáépítését, amivel magára vonta a király haragját, aki veszélyeztetve látta hatalmát. Jazdagird leromboltatta Perzsia összes keresztény templomát, uralkodása utolsó négy évében keresztényüldözést folytatott. Uralkodása viszonylagos békét hozott. Békét kötött a rómaiakkal, sőt a kiskorú II. Theodosius gyámja lett. Nőül vett egy zsidó hercegnőt, Sosandukhtot, akitől két fia született.
Neve középperzsa név, mely két részből áll: Jazata-Jazda: isten, isteni lény, gird-kirt: készített, teremtett tehát: "isten teremtette"

## Fordítás
- Ez a szócikk részben vagy egészben  az   Imperio Sasánida című spanyol Wikipédia-szócikk fordításán alapul.  Az eredeti cikk szerkesztőit annak laptörténete sorolja fel. Ez a jelzés csupán a megfogalmazás eredetét és a szerzői jogokat jelzi, nem szolgál a cikkben szereplő információk forrásmegjelöléseként.